# Fridolin Paravicini
Fridolin Paravicini (Glarus, 25 september 1742 - Triëst, 11 juli 1802) was een Zwitsers militair uit het kanton Glarus.

## Biografie
Fridolin Paravicini werd geboren als zoon van een militair chirurg. Hij huwde een eerste maal met Maria Bossy en een tweede maal met de Brabantse Jakobea Emilia Hallewyn.
Achtereenvolgens was hij onderluitenant (1762), luitenant (1767), kapitein (1781) en kolonel (1789) van de Zwitserse Garde in de Nederlanden. Hij vocht tegen de Fransen in de Slag bij Landrecies en de Slag bij Fleurus in 1794. Nadat zijn regiment was opgeheven, keerde hij terug naar Zwitserland.
Tijdens de Franse inval in Zwitserland enkele jaren later, in 1798, was hij aanvoerder van het divisie uit zijn kanton Glarus. Na de Franse overwinning en de oprichting van de Helvetische Republiek vluchtte hij in 1801 naar het door de Oostenrijkers gecontroleerde Triëst, waar hij een jaar later zou overlijden enkele weken voor zijn zestigste verjaardag.
- Biografisch Portaal: 45386281
- Gemeinsame Normdatei: 1078906807
- Historisch woordenboek van Zwitserland: 024123
- Virtual International Authority File: 3144813873307618645